# Jan Nepomucen Lewicki

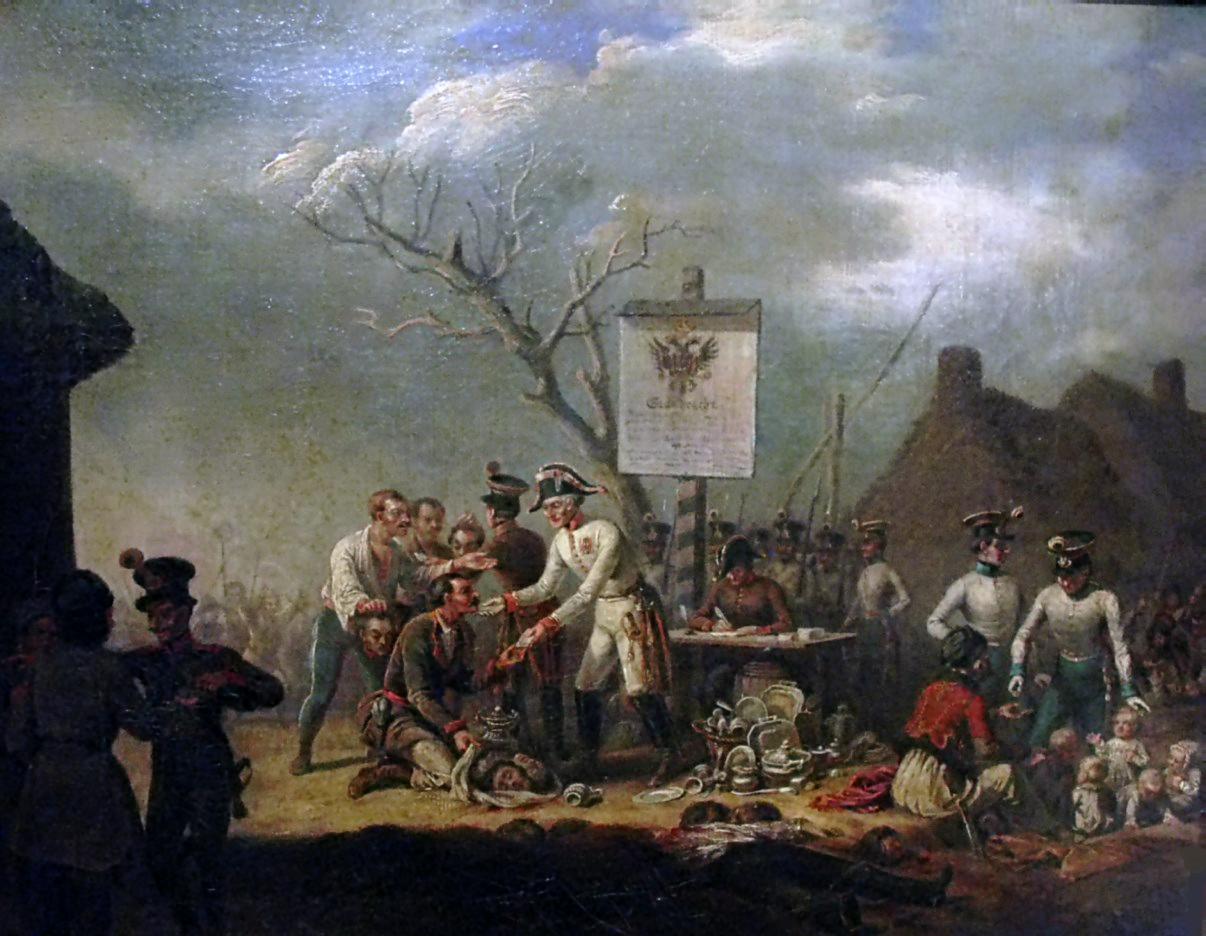
Rzeź galicyjska

Jan Nepomucen Lewicki (ur. 1795, zm. 31 maja 1871) – polski malarz, grafik, litograf, fotograf.
Studiował w latach 1822-1824 w Szkole Sztuk Pięknych w Krakowie u Józefa Brodowskiego, a następnie uczył się litografii w Oddziale Sztuk Pięknych Uniwersytetu Warszawskiego. Uczestniczył w Powstaniu Listopadowym, wykonywał mapy topograficzne dla oddziałów powstańczych. 
Po upadku Powstania wyemigrował 1843 do Francji, zamieszkał w Paryżu, 1853-1859 prowadził szkołę fotografii i kartografii w Lizbonie. Po powrocie do Warszawy 1860 został kierownikiem artystycznym „Tygodnika Ilustrowanego” i współwłaścicielem zakładu fotograficznego.
Około roku 1865 zamieszkał ponownie w Paryżu, zajmował się grafiką użytkową (widoki miast, portrety wybitnych osobistości historycznych i współczesnych, sceny rodzajowe, historyczne ubiory polskie, a także rysunki satyryczne). Namalował obraz „Rzeź galicyjska”. Ilustrował pamiętniki Jana Chryzostoma Paska oraz „Ubiory ludu polskiego” Leona Zienkowicza (1841).